# Лична диспозиција
Лична диспозиција је посебна црта (особина) индивидуе која изражава њен склоп личности, за разлику од опште црте, која је апстракција, заједничка за већи број људи. Лична диспозиција је стварно детерминишућа тенденција, реални подсистем личности који има мотивационо дејство, будући да је јединствена и неупоредива.